# Малки тайни (сериал)
Вижте пояснителната страница за други значения на Малки тайни.
Малки тайни (на турски: Küçük Sırlar) e турски тийндрама сериал, излязъл на телевизионния екран през 2010 г., адаптиран по щатския сериал „Клюкарката“.

## Излъчване
| Сезон | Епизоди | Начало на сезона | Край на сезона   | Всички епизоди | ТВ сезон    | ТВ канал |
| ----- | ------- | ---------------- | ---------------- | -------------- | ----------- | -------- |
| 1     | 18      | 14 юли 2010      | 20 ноември 2010  | 1 – 18         | 2010        | Kanal D  |
| 2     | 37      | 29 ноември 2010  | 2 септември 2011 | 19 – 55        | 2010 – 2011 | Star TV  |

## Актьорски състав
- Мерве Болуур – Айшегюл Ялчън
- Бурак Йозчивит – Четин Атешолу „Чет“
- Биркан Сокулу – Демир Караман
- Синем Кобал – Су Мабейнджи
- Кадир Доулу – Али Ерарслан
- Ипек Карапънар – Арзу Алпасан
- Еджем Узун – Мерич Караман
- Мехметджан Минджинйозлю – Аслан Джем Мабейнджи
- Хакъ Ергьок – Емре Мабейнджи
- Йълдъръм Ураг – Йомер Атешолу
- Гонджа Вуслатери – Джейля Тургут
- Дилара Йозтунч – Хевес Туран
- Йълдъз Кюлтюр – Фикрийе Мабейнджи
- Шенай Гюлер – Шебнем Мабейнджи
- Ебру Акел – Бириджик Алпасан
- Енгинай Гюлтекин – Неслишах Атешолу
- Ата Бенли – Тунч
- Йоси Мизрахи – Самим
- Каан Тургут – Ралф
- Ибрахим Кантарджълар – Сайгън

## В България
В България сериалът започва излъчване на 25 юли 2011 г. по bTV и завършва на 2 март 2012 г. Ролите се озвучават от Лина Златева, Даниела Сладунова, Вилма Карталска, Николай Николов и Васил Бинев.
На 4 март 2013 г. започва повторно излъчване по bTV Lady и завършва на 5 септември. На 9 декември започва ново повторение и завършва на 21 март 2014 г.